# Erich von Manstein
Erich von Manstein, (született: Fritz Erich von Lewinski, Berlin, 1887. november 24. – Irschenhausen (Isartal), 1973. június 10.) német vezértábornagy, a második világháború alatt hadsereg- és hadseregcsoport-főparancsnok. „Legtehetségesebb tábornokom.” – mondta róla Hitler. „Legveszélyesebb ellenfelünk.” – mondták a szövetségesek.

## Élete

### A Német Birodalom és az első világháború
Fritz-Erich von Lewinski egy ősi porosz katonacsalád tizedik gyermekeként látta meg a napvilágot. Apja, Eduard von Lewinski tüzér ezredes, majd tüzérségi tábornok volt. Szülei már megkeresztelésekor örökbe adták Erich nagybátyjának, Georg von Manstein őrnagynak (a későbbi tábornoknak) és feleségének (édesanyja húgának), akiknek a házassága gyermektelen maradt. Együtt nőtt fel a házaspár által szintén adoptált Marta húgával. A Lewinski és Manstein családfából 16 közvetlen felmenője töltött be tábornoki rendfokozatot a porosz-német, vagy az orosz hadseregben.
Tanulmányait Straßburgban végezte. Előbb a plöni hadapródiskolába, majd a Berlin-lichterfeldei porosz főhadapródiskolába járt. 1905 júniusában hadapródként vett részt Vilmos német trónörökös és Cecília mecklenburg–schwerini hercegnő esküvőjén.
1906-ban tisztjelöltként lépett be a 3. gyalogsági gárdaezredbe, ahol 1907-ben hadnaggyá léptették elő. 1913-tól a berlini hadiakadémián tanult.
Az első világháború kitörése főhadnagyként és a 2. tartalék-gárdaezred adjutánsaként érte. 1914. november 17-én Kattowitz közelében súlyos sebesülést szenvedett. Felépülése után századosként, valamint a Gallwitz-hadseregcsoport segéd- és vezérkari tisztjeként tért vissza a hadszíntérre. Ezt követően az 1. hadseregnél teljesített szolgálatot, és 1917 őszétől az Észtországban bevetett 4. lovashadosztály első vezérkari tisztje lett. Csakúgy, mint a 213. gyalogoshadosztálynál a nyugati fronton, ahová 1918 májusában helyezték át.

### A weimari köztársaság
Manstein a háború után az újonnan alakult Reichswehr kötelékébe került, ahol előbb a déli határőr-főparancsnokságon, majd a Kasselben levő II. csoport-parancsnokságon szolgált.
1921. október 1-jén az angermündei 5. gyalogezred századparancsnoka lett. 1923. október 1-jétől ismét vezérkari tiszt, előbb a II., majd a IV. védelmi körzet (Wehrkreis) parancsnokságán, ahol tiszthelyettesképzés volt a feladata. 1927 őszétől vezérkari tiszt őrnagyi rangban Magdeburgban.
1929 szeptember végén a vezérkar hadműveletekért felelős részlege I. csoportjának vezetőjévé nevezték ki, ahol 1931. április 1-jén alezredessé léptették elő. Ezután a 4. gyalogezred vadászzászlóaljának parancsnoka Kolbergben.

### A nemzetiszocializmus idején

#### A háború előtt
1933. október 1-jén Manstein ezredes lett, egy évvel később a II. védelmi körzet vezérkarának vezetőjévé nevezték ki. 1935. július 1-jén a hadsereg vezérkarának hadműveletekért felelős vezetőjévé nevezték ki. E tisztségében írta meg emlékeztetőjét Ludwig Beck tábornoknak, amely a gyalogság támogatására használt fogatolt tüzérség helyett, önállóan mozgó, tankalvázra szerelt, páncélozott 75 mm-es tarackok létrehozásáról szól. Végső soron ez szolgált a rohamlöveg ötletének alapjául.
1936. október 1-jén vezérőrnaggyá léptették elő és kinevezték első főszállásmesternek. Manstein ezt kivételes és kimagasló képességeinek köszönhette. Feladata a vezérkari főnök, Ludwig Beck helyettesítése volt, és a hagyományoknak megfelelően kijelölt utódaként számoltak vele.
1938. február 4-én, a Blomberg–Fritsch-ügy idején meglepetésre mégis áthelyezték Liegnitzbe (Szilézia), a 18. gyalogoshadosztály parancsnokának. Márciusban azonban még dolgozott a német csapatok Ausztriába való bevonulásának, illetve az osztrák hadsereg Wehrmachtba való beolvasztásának előkészületein, amellyel az OKW, Oberkommando der Wehrmacht ("Wehrmacht főparancsnoksága") bízta meg. Októberben a 18. gyalogoshadosztály élén vonult be a müncheni egyezmény eredményeként Németországhoz csatolt Szudétavidékre.

#### A második világháború

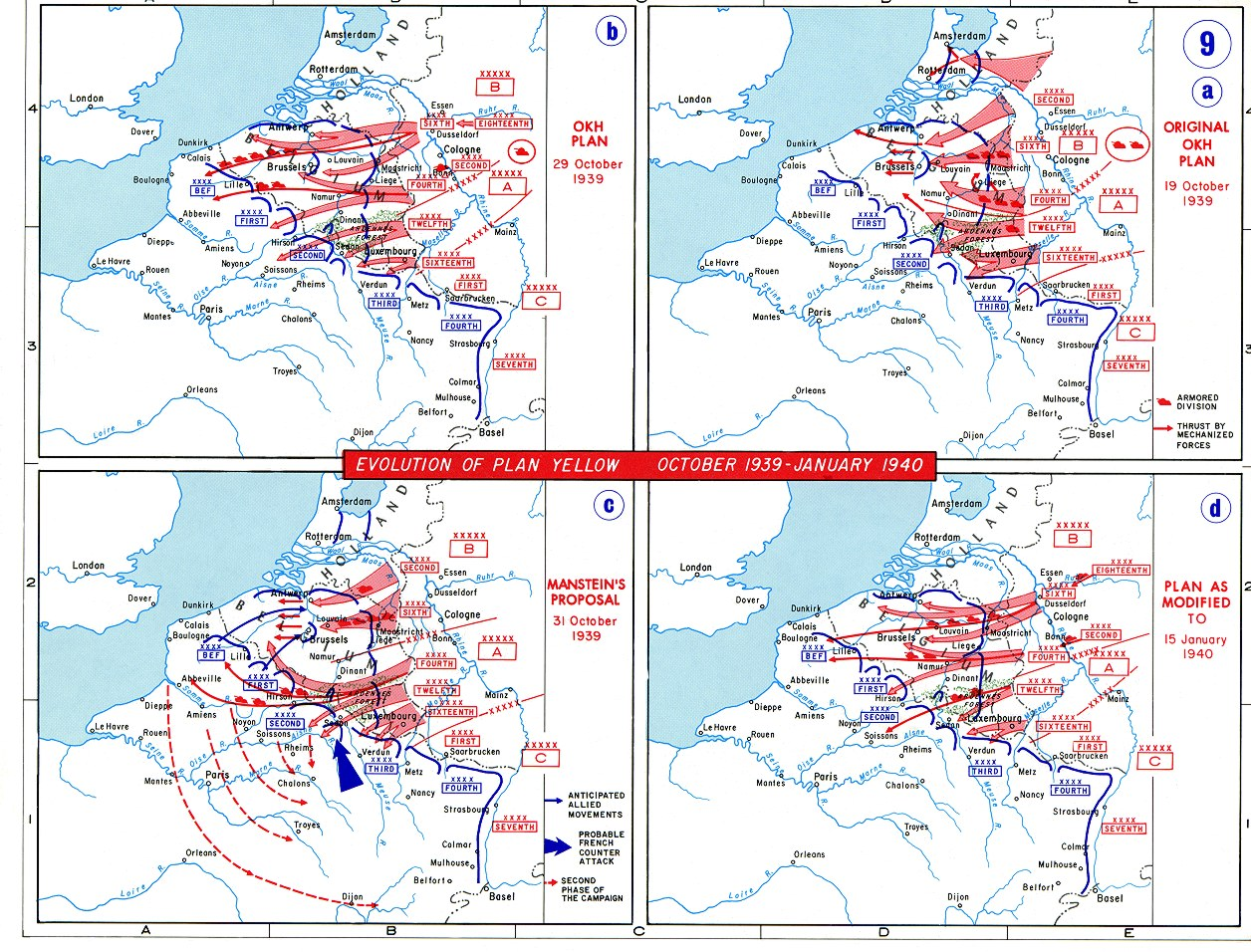
A francia hadjárat terve

1939-ben, a lengyelországi hadjárat során Manstein a Dél Hadseregcsoport vezérkarának vezetőjeként tevékenykedett, altábornagyi rangban. Ezek után dolgozta ki a nyugati hadjárat támadási tervét, amit később Sichelschnitt-nek ("Sarlóvágás") neveztek el. A terv lényege abban állt, hogy a német páncéloserőket az A Hadseregcsoportnál koncentrálják, melyek az Ardenneken keresztülnyomulva lezárják a keleti irányba előretörő ellenség szárnyát.
Manstein leadta a hadműveleti javaslatát az OKH-nak, (Oberkommando des Heeres, "a hadsereg főparancsnoksága"), de a hadsereg vezérkari főnöke, Franz Halder attól félt, hogy az A Hadseregcsoport főparancsnoka, von Rundstedt tábornok Manstein befolyása alatt önálló hadműveletekre vállalkozik, ezért pozíciójából felmentették, és 1940. január 27-én meglepetésre a XXXVIII. hadtest (négy hadosztály) parancsnokságával bízták meg. Így vett részt a franciaországi hadjáratban, miután gyalogsági tábornokká léptették elő, és megkapta a Vaskereszt lovagkeresztjét.
1941 februárjában kinevezték az LVI. gépesített hadtest parancsnokának. E tisztségében semmiféle szereppel és befolyással nem rendelkezett a Szovjetunió 1941-es megtámadásának stratégiai megtervezésében. Néhány nappal a támadás kezdete előtt Hitler kiadta híres komisszár-parancsát, melynek értelmében a Vörös Hadsereg minden fogságba került komisszárját azonnal ki kell végezni. Manstein ezt a parancsot katonához méltatlannak tartotta, és azt az utasítást adta a parancsnoksága alá tartozó egységeinek, hogy hagyják figyelmen kívül.
1941. június 22-én, hajnali 3 órakor az LVI. hadtest élén átlépte a szovjet határt, és csapataival öt nap alatt 240 kilométert előrenyomulva bevette Daugavpilst. Szeptember 12-én az aznap elesett Eugen von Schobert helyett átvette a 11. hadsereg főparancsnokságát. A Dél Hadseregcsoport déli szárnyán elhelyezkedvén feladatuk a Krím-félsziget elfoglalása volt. A sziget ellen indított első támadás azonban kudarcot vallott. Ebben a pozíciójában kapta kézhez az úgynevezett Reichenau-parancsot, amely felhívja a Wehrmacht kötelékében harcoló katonák figyelmét, hogy mindenféle következmény nélkül követhetnek el emberiség elleni bűncselekményeket a szovjet – és különösen a zsidó – lakossággal szemben. A parancsot Manstein megváltoztatott formában adta tovább csapatainak: "A zsidó-bolsevik rendszert egyszer és mindenkorra ki kell irtani. Soha többé nem jelenhet meg az európai életterünkön belül."

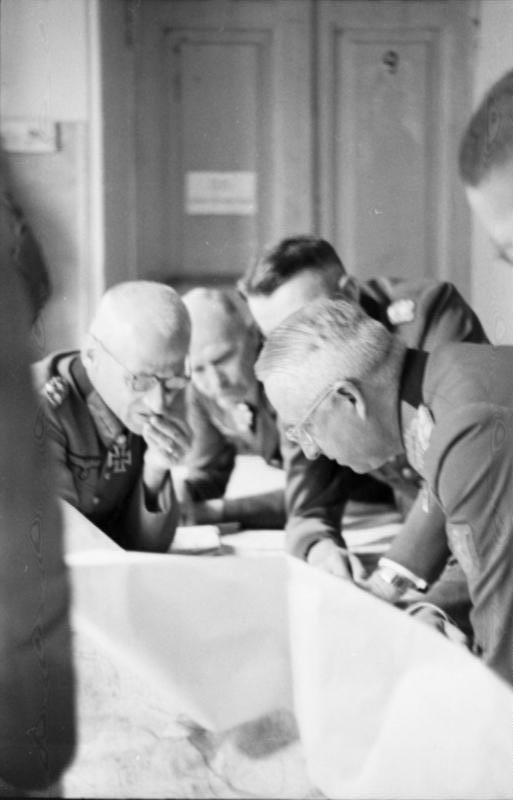
Hermann Hoth és Manstein

1942-ben Manstein másodjára is megpróbálta bevenni Krímet és Szevasztopolt. Ezúttal sikerrel járt, melynek következtében július 1-jén vezértábornaggyá nevezték ki. Nyár végén a 11. hadsereget Leningrád) alá helyezték át, melynek feladata a város elfoglalása volt.
Október 29-én idősebbik fia; Gero 19 évesen, hadnagyi rangban elesett a keleti fronton. Ennek ellenére november 21-én Mansteint az új Don-(Dél)-hadseregcsoport főparancsnokává nevezték ki. A hadseregcsoporthoz tartozott a Sztálingrádban (ma: Volgográd) katlanba zárt 6. hadsereg és a 4. páncélos hadtest. Utóbbinak Hermann Hoth vezérezredes parancsnoksága alatt, délnyugati irányból, mindössze két páncélos hadtesttel kellett volna körülbelül 30 km-re megközelítenie a sztálingrádi katlant, hogy ott a 6. hadsereg időközben kitört egységeivel egyesüljön. A kitörésre azonban Hitler – Manstein minden igyekezete ellenére – végül nem adott parancsot, Hoth csapatai pedig a katlantól 48 km-re elakadtak. Ezzel megpecsételődött a 6. hadsereg sorsa. Manstein ezek után minden erejével arra törekedett, hogy a sztálingrádi katasztrófa következtében a németek déli szárnyán fenyegető teljes összeomlást megakadályozza.
1943 márciusában egy ellentámadás eredményeként sikerült Harkovot és Belgorodot visszafoglalnia. Ezért lovagkeresztjéhez megkapta a tölgyfalombokat. A sztálingrádi krízis alatt és után Manstein és Hitler között egyre jobban kiéleződtek az ellentétek.
1943 nyarán a Wehrmacht a kurszki kiszögellés elleni nagy támadásra készült fel, melyben Manstein Dél-hadseregcsoportjának és Günther von Kluge vezértábornagy Közép-hadseregcsoportjának feladata a szovjet csapatok bekerítése és megsemmisítése lett volna (Citadella-hadművelet).
Manstein azon követelését, hogy a támadást a lehető leghamarabb indítsák meg a még kimerült szovjet csapatok ellen, Hitler elutasította. Arra hivatkozott, hogy a saját csapataikat kell feltölteni, illetve az új fegyvereket (Panther harckocsi és Ferdinand páncélvadász) hadrendbe kell állítani. A szovjetek így időt nyertek ahhoz, hogy többlépcsős mélységi védelmi rendszert építsenek ki, és feltöltsék leharcolt egységeiket.
A Citadella-hadművelet kudarca utáni védelmi harcokban is Manstein irányította a Dél-hadseregcsoportot. 1944. január 10-én színes rajz jelent meg róla a Time címlapján a következő felirattal: Field Marshal Fritz Erich von Manstein - Retreat may be masterly, but victory is in the opposite direction. ("Fritz Erich von Manstein vezértábornagy – Lehet, hogy mesterien vonul vissza, de a győzelem a másik irányban van.")
1944 január–februárjában jelentős szerepet játszott abban, hogy a Cserkasszi-Korszuny térségében katlanba zárt német csapatok jelentős része nagy áldozatok által ki tudott törni, – így szembehelyezkedve Hitler akaratával – nem került sor egy második Sztálingrádra. A hadművelet után Manstein nagyobb hadműveleti szabadságot akart kiharcolni a Führer ellenében a keleti front parancsnokai számára. A hadviselésének eltérő megítélése miatt Hitler 1944. március 30-án felmentette a Dél-hadseregcsoport parancsnoki pozíciójából, egyben megkapta lovagkeresztjéhez a kardokat is.
Ennek ellenére a Wehrmacht belső ellenállásában, illetve egy esetleges Hitler elleni államcsínyben nem akart részt venni, mert úgy gondolta, hogy ez nem összeegyeztethető a „katonai becsületével”. Ezen kívül félt attól, hogy egy sikeres puccs esetén a német katonák soraiban felbomlik a fegyelem, polgárháború tör ki, ami elkerülhetetlenül Németország katonai összeomlásához vezetett volna. A Hitler elleni merénylet előkészületeibe így nem vonták be. Stauffenberg négyszemközti beszélgetésen ugyan felhívta Manstein figyelmét a Hitler döntéseivel kapcsolatos elégedetlenségére, de terveibe részletesen nem avatta be. Von Manstein javasolta Stauffenberg frontra áthelyezését, amit később az őrnagy letartóztatására tett kísérletként állítottak be.
További alkalmazására a háború folyamán már nem került sor. Mansteint 1945-ben brit csapatok internálták.

### A háború után
A Nürnbergi Igazságügyi Palota börtöncellájában Walther von Brauchitschsal, Franz Halderrel, Walter Warlimonttal és Westphallal közösen dolgoztak a háborús bűnös szervezetnek minősített OKW és vezérkar védelmén. Ezzel kapcsolatban a nürnbergi perben 1946. augusztus 10-én tanúként hallgatták meg. A bíróság azon a véleményen volt, hogy a törvényszéki alapszabályt megvizsgálva a vezérkar és az OKW formálisan nem minősül „csoportnak”, vagy „szervezetnek”, és egyetlen eljárásban kell tárgyalni az ügyüket. Von Manstein 1948-ban szabadult a hadifogságból, és közvetlen azután őrizetbe vették.

#### Háborús bűnösök pere Hamburgban
A Manstein elleni per – amely angol katonai törvényszék előtt zajlott – 1949. augusztus 23-án kezdődött a hamburgi Curiohausban, néhány nappal az első német Bundestag választások előtt. Ez volt a szövetségesek utolsó háborús bűnös pere. A vád nem az emberiesség elleni bűntettekre irányult, hanem a haditörvények megsértésére, 17 pontban. Az angol sajtó azonnal állást foglalt egy ilyen későn megrendezett per ellen. S mivel a német hadifoglyokat minden vagyonuktól eltiltották, adománygyűjtési akciót szerveztek Manstein védelmének finanszírozására. Az első adakozó maga Winston Churchill volt. A védelmet Reginald Paget – a későbbi Northampton grófja – látta el, aki egy könyvet is írt a perről.
Erich von Mansteint 1949. december 19-én az angol katonai törvényszék nyolc vádpont alól felmentette, de kilencben bűnösnek találta. Többek között a deportálások engedélyezésében, a hadifoglyok kivégzésének eltűrésében, és a politikai komisszárok SD-nek, Sicherheitsdienst („Biztonsági szolgálat”) való kiadatásának engedélyezésében. A Lengyelországban elkövetett bűnök miatt nem vonták felelősségre, pedig akkori pozíciójából adódóan tudnia kellett a tömeggyilkosságokról. 

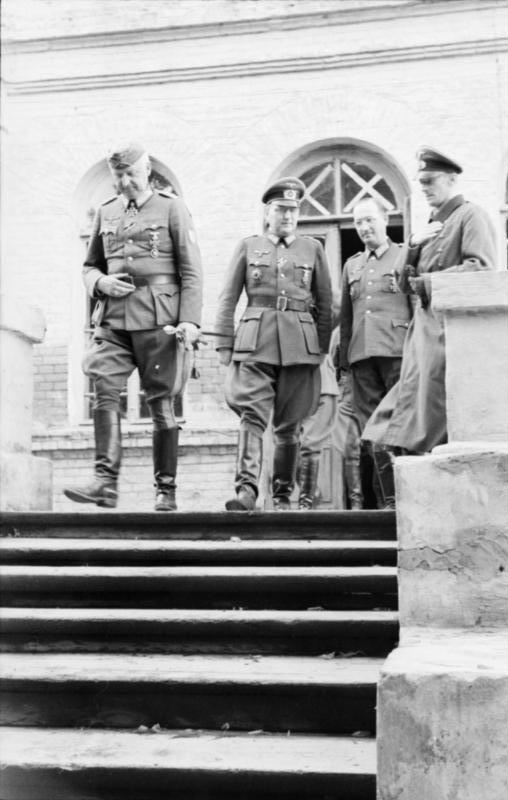
Erich von Manstein

18 év börtönre ítélték, amibe nem számították bele a már hadifogságban eltöltött négy évet. A börtönbüntetést két hónappal később az angol Rajna-hadsereg parancsnokának közbenjárására tizenkét évre mérsékelték. 1952-ben jóváírták számára az 1945-49 közötti négy évet is. Ugyanebben az évben szembántalmai miatt könnyített fogságot kapott. Hivatalosan jó magaviseletére való tekintettel a büntetés harmadát elengedték, így végül 1953-ban szabadult.
1955-ben jelent meg önéletrajzi könyve németül: Verlorene Siege („Elveszett győzelmek”) címmel, ami az 1938 február – 1944 május közötti időszakot öleli fel. A könyv szintén Elveszett győzelmek címmel 2021-ben két különböző kiadásban és fordításban is megjelent magyarul. Ebben a végső összeomlást Hitler katonai hozzánemértésének tulajdonítja. 1958-ban adták ki németül: Aus einem Soldatenleben („Egy katona életéből”) című könyvét. Az elmélete, mely szerint a különböző hadjáratok végkimenetele alapjaiban módosult volna, ha a tábornokok nagyobb egyéni mozgástérrel rendelkeznek, több mint vitatott. Még az 1943-44-es védelmi harcoknál is szól arról a lehetőségről, hogy ügyes hadmozdulatokkal a szovjet hadsereg támadóerejét szét lehetett volna zúzni, és egy ezzel egy „remibékét” lehetett volna elérni. Összességében azonban ez is erősen kérdéses. Mindezek ellenére a második világháború egyik legtehetségesebb, legnagyobb tudású parancsnokaként tartják számon.
1960-ig Manstein az egykori Wehrmacht tábornagyai közül egyedüliként kapott feladatot a német kormánytól, hogy tanácsaival segítse az új Bundeswehr felállítását, és NATO-hoz való csatlakozását. Később családjával Bajorországba költözött.
1973. június 9-én, éjszaka hunyt el agyvérzés következtében. Teljes katonai tiszteletadással temették el a Bad Fallingbostel melleiti Dorfmarkban.

## Fontosabb kitüntetései
- Vaskereszt I. és II. fokozata (1914)
- A Hohenzollerek lovagkeresztje kardokkal
- A württembergi Frigyes-rend I. osztálya kardokkal
- Fekete sebesülési jelvény (1918)
- Wehrmacht szolgálati kitüntetés IV.-I. fokozatig
- Krím pajzs arany fokozata
- A Vaskereszt Lovagkeresztje tölgyfalombokkal és kardokkal
  - Lovagkereszt 1940. július 19-én
  - tölgyfalombok 1943. március 14-én
  - kardok 1944. március 30-án